# C/1811 F1
Stora kometen 1811 (eller C/1811 F1) är en komet som mycket tydligt syntes från jorden år 1811. Kometen var synlig i hela 260 dagar, något som endast slagits av kometen Hale-Bopp 1997. Den upptäcktes av den franske astronomen Honoré Flaugergues den 25 mars 1811, och nådde perihelium den 12 september samma år. Kometen hade en ljusstyrka på 0 på magnitudskalan, vilket är lika ljust som stjärnan Vega, och mycket ljust för att vara en komet, och kometen observerades av astronomer över hela världen.